# 藤沢町立大籠小学校
藤沢町立大籠小学校（ふじさわちょうりつ おおかごしょうがっこう）は、岩手県東磐井郡藤沢町（現：一関市藤沢町）にあった公立小学校。通称は大小（おおしょう）。
隣接していた藤沢町立大籠保育園についても記載する。

## 概要
学制の発布により1873年に開校し、児童数の減少により2009年をもって閉校した小学校である。校名に「大籠」を冠していたのは、この地区一帯を指す「大籠」という地名が由来となっており、同地区の全域を学区としていた。なお校名は、勅令や設置自治体の変遷などにより4回変更しており、最後の校名を名乗ったのは1955年のことである。藤沢町の南東、宮城県との県境そばに立地し、準へき地校に指定されていた。
移転は4回している。1988年に大籠字大白地内に移転するまでは、大籠字鈴ケ沢の県道295号沿いに校舎を構えていた。当地では一時期、進学先の中学校「藤沢町立大籠中学校」を併設していたものの、2代目藤沢中学校への統合により15年間の併設に終わった。
校歌は1963年の制定。作詞は相原清行で、作曲は槻山寿橘。相原と槻山は共に教職員で、相原は県立高田高校、槻山は大籠中学校の校長だった。歌は3番まであり、1番と2番は地区の風土を含んだ内容となっている。
現在地への移転と同時に藤沢町立大籠保育園を併設し、園との幼小連携教育を行っていた。藤沢町が進める連携教育の一環として、当校の校長は保育園の園長を兼務したり、児童は園児と日常的に遊ぶなどして交流を重ねていた。
閉校後、体育館は後述するコミュニティ体育館に転用されている。

## 地区との関わり
ふるさと学習の一環として、大籠地区にまつわる活動を複数取り組んでいた。
神楽の伝承活動
同地区で長らく継承されている郷土芸能「下大籠南部神楽」の伝承活動に取り組んでいた。下大籠南部神楽保存会から指導を受け、学校行事のみならず藤沢野焼祭や岩手県青少年民俗芸能フェスティバルなどの場でも披露していた。
自然愛護活動
自然愛護活動を行う「大籠自然愛護少年団」は1975年の発足以降、様々な活動を展開していた。愛護少年団としては町内唯一の団体で、3年生から6年生の全員が所属し、毎年4月になると3年生が加入した。おもな活動は地区内の環境整備活動や自然保護活動で、一年を通じて行っていた。
そのほか、同地区で江戸時代に起きたキリシタンの殉教や、明治時代まで行われていた製鉄に関する学習も行われ、これらの活動を通して地区との関係を深めていた。

## 沿革
大籠小学校の起源は、1873年に大籠字上野25番地に開校した大籠簡易小学校である。大籠地区では開校以前、「千早塾」と名無しの私塾が開設されており、地区内はもとより旧八沢村や旧藤沢村、宮城県登米市や本吉町からも学びに通っていたという記録が残っている。学制発布を機に塾から公立学校へ移行し、千早塾があった地に当校は開校した。開校した際、当校が位置する下大籠地区のほか、上大籠地区も学区としていたことから、上大籠からは比較的距離があるのに加えて道中橋の架かっていない箇所もあり、児童の足で通学するのは容易でなかった。そこで上大籠に校舎を設けようとしたものの、先行きが不透明であることから先延ばしされた。1886年、宮城県士族の佐藤寅三郎が教師として命じられ、上大籠の民家を借用して「大籠簡易小学校仮分教場」を開設したことで通学問題は解消した。その後、第二次小学校令が発布されたのを機に当時の地区長が校舎を設けて下大籠小学校から独立しようと父兄に働きかけ、1892年4月に上大籠尋常小学校として独立を果たし、翌月には大籠字保登子35番地に校舎を建設した。一方の大籠簡易小学校は同年3月に下大籠尋常小学校へ移行し、大籠字左利沢5番地に移転している。その後両校はそれぞれの道を歩んだのち、1923年に大籠地区の中央部にあたる大籠字中鈴根2番地4（県道295号中鈴根橋付近）に設けた「大籠尋常高等小学校」へ統合された。土地は地区民から提供され、付属建物は両校から移築した。
1926年から1938年にかけて、児童の増加にあわせて学級を4回増設した。1928年と1938年の増設時には空き部屋が無かったことから、裁縫室や控所を教室に改装した。1940年には控所があった場所に新校舎を、1944年には新校舎西側に講堂をそれぞれ建設した。第二次世界大戦終戦後の1947年には学校教育法が施行され、校名を「大津保村立大籠小学校」へ改称したのと同時に大津保中学校大籠分校を併設した。
1955年4月、大津保村が旧藤沢町など3町村と合併して新制の藤沢町となり、「藤沢町立大籠小学校」に校名を改めた。同年8月には北へ500メートルほど進んだ大籠字鈴ケ沢1番地7に新校舎を設け、統合後初の移転をした。移転直後には、藤沢町保呂羽地区に本校を置いていた大津保中学校を、大籠分校と置き換える形で併設した。1956年、大津保中学校に代わって大籠中学校を併設した。1960年には、山間部に立地していた関係で1級のへき地校に指定された。その後は寄贈された校旗を樹立したり、学校長が手掛けた校歌を制定した。1971年からは統合により閉校した中学校の校舎を引き継ぎ、特別教室や郷土資料室などを設けた。

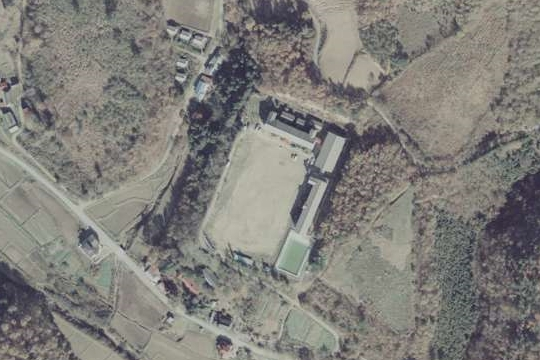
大籠字鈴ケ沢時代の空中写真（1977年11月）

1988年、大籠字大白1番地3に新校舎を設け、統合後二度目となる移転を行った。同年には当校の移転と併せて大籠保育所が校庭脇に移転し、幼小連携教育を始めた。その後プールや各種設備を順次設置し、1997年からはフィジー共和国ナウソリにある小学校と絵画交流を始めた。
1990年代後半ごろからは、当校含めた藤沢町東部の各校で進行していた少子化や過疎化による児童数の減少と、それに伴って生じた複式学級編成の常態化が問題視されたことを踏まえ、2000年に小学校統合再編計画が打ち出された。当初の計画では、児童数27人で完全複式学級（=3学級編成）になる2006年度を目途に藤沢小学校（藤沢町藤沢）へ統合する予定だったが、PTAや地区住民との協議は平行線の状態が続いた。最終的に、2004年度に藤沢小学校へ編入統合する予定だった保呂羽小学校、同じく複式学級を有していた徳田小学校、計画当初の統合先・藤沢小学校の計4校が新設統合することで議論がまとまった。
その後は新設校の場所選定や校舎問題などで統合時期が先延ばしとなったものの、2009年4月に新制「藤沢町立藤沢小学校」へ統合された。135年の歴史に幕を閉じ、延べ2,000人ほどの児童を送り出した。同じくして大籠保育園も藤沢保育園への統合により閉園した。
閉校後、使用されなくなった各施設は大籠自治協議会（当時：大籠地区自治会協議会）が指定管理者となり、利活用されることになった。体育館と校庭はコミュニティ施設に、校舎は一時的ではあるが東日本大震災発生後にボランティア活動者の宿泊拠点として提供された。しかし2020年3月をもってコミュニティ体育館を廃止し、大籠自治協議会への指定管理も終了した。その後、同年9月に校舎などを含めた施設一帯を使用したい民間事業者を、市のホームページで募集した。その結果、企業からの応募があり締結を結んだが、新型コロナウイルスの感染拡大などを受けて企業側が撤回したため実現には至らなかった。

### 年表

#### 簡易小学校時代
- 1873年（明治6年）7月20日 - 「大籠簡易小学校」として開校[43]。
- 1886年（明治19年）11月 - 大籠簡易小学校仮分教場を開設。開設時の児童は約30人[43]。

#### 上大籠・下大籠分離時代

##### 上大籠尋常小学校
- 1892年（明治25年）
  - 4月1日 - 大籠字保登子に開校[43]。
  - 5月30日 - 落成した新校舎へ移転[43]。
- 1905年（明治38年）6月17日 - 補習科を開設[44]。
- 1908年（明治41年）11月 - 教員住宅を設置[44]。
- 1914年（大正3年）4月 - 手工科を開設[43]。
- 1921年（大正10年） - 校舎を増築[45]。

##### 下大籠尋常小学校
- 1892年（明治25年）3月 - 大籠字左利沢に開校[43]。
- 1905年（明治38年）6月17日 - 補習科を開設[44]。
- 1911年（明治44年）4月 - 教員住宅を設置[44]。
- 1913年（大正2年）6月30日 - 校舎を増築[44]。
- 1918年（大正7年）7月9日 - 校舎を増築[44]。

#### 上・下大籠小学校併合後
- 1923年（大正12年）10月30日 - 両校を統合し、「大籠尋常高等小学校」として大籠字中鈴根に開校。高等科を併設[22]。
- 1924年（大正13年）9月13日 - 新校舎を落成[44]。付属棟を移築[43]。
- 1926年（大正15年）4月 - 青年訓練所令施行に伴い、大籠青年訓練所を併設[46]。
- 1935年（昭和10年）
  - 4月 - 青年学校令施行に伴い、大津保村立大籠青年学校を併設[47]。
  - 6月11日 - 大津保村立大籠農業補習学校を併設[48]。
- 1939年（昭和14年）10月 - 校舎を増築[24]。
- 1940年（昭和15年）5月 - 新校舎を落成[24]。
- 1941年（昭和16年）4月1日 - 国民学校令施行に伴い、「大籠国民学校」に改称[8]。
- 1944年（昭和19年）5月10日 - 講堂を落成[24]。
- 1947年（昭和22年）4月1日 - 学校教育法施行に伴い、「大津保村立大籠小学校」に改称。大津保村立大津保中学校大籠分校を併設[25]。
- 1948年（昭和23年）3月25日 - 父母と教師の会を結成[24]。
- 1950年（昭和25年）4月1日 - へき地校1級に指定（年度末まで）[49]。
- 1952年（昭和27年）8月 - 大籠字鈴ケ沢に教員住宅を落成[24]。
- 1955年（昭和30年）
  - 4月1日 - 町村合併に伴い、「藤沢町立大籠小学校」に改称[8]。
  - 8月12日 - 大籠字鈴ケ沢に新校舎を落成し、移転[8]。
  - 8月20日 - 大津保村立大津保中学校を併設[26]。
- 1956年（昭和31年）
  - 3月26日 - 藤沢町立大籠中学校を併設[27]。
  - 校章を制定[2]。
- 1960年（昭和35年）10月7日 - へき地校1級に指定[50][28]。
- 1961年（昭和36年）3月 - PTA林（学校林）を設置[24]。
- 1962年（昭和37年）3月20日 - 寄贈された校旗を制定[51]。
- 1963年（昭和38年）
  - 3月9日 - 校歌制定ならびに発表会を開催[50]。
  - ミルク給食を開始[24]。
- 1969年（昭和44年）4月1日 - 藤沢町立藤沢中学校大籠校舎を併設[9]。
- 1971年（昭和46年）
  - 4月1日 - 閉校した中学校の校舎を使用開始[52][8]。
  - 7月4日 - 警備を宿直から警備員巡回方式に移行[24]。
- 1973年（昭和48年） - 創立百周年記念として「よいこの池」「少年碑像」「国旗掲揚塔」を設置[53]。
- 1974年（昭和49年）
  - 4月9日 - 食堂での給食提供を開始[54]。
  - 8月5日 - プールを落成[54]。
- 1975年（昭和50年）2月24日 - 大籠自然愛護少年団を結成[54]。
- 1982年（昭和57年）2月22日 - 昭和56年度県学校林活動コンクールにて準特選を受賞[55]。
- 1983年（昭和58年）
  - 1月7日 - 県の愛鳥モデル校に指定（翌年度まで）[2][55]。
  - 3月4日 - 昭和57年度県学校林活動コンクールにて特選を受賞[55]。
  - 5月22日 - 全日本学校林コンクールで入選[55]。
- 1985年（昭和60年）8月3日 - 第10回岩手日報へき地教育賞を受賞[55]。
- 1988年（昭和63年）
  - 2月 - 大籠字大白に新校舎と新体育館を落成[56][57][1]。
  - 2月29日 - 新校舎へ移転[55]。
  - 3月12日 - 校舎・屋内運動場落成式を挙行[55]。
- 1990年（平成2年）
  - 9月4日 - 新プールを落成[58]。
  - 12月15日 - 校門や庭園設置などの環境整備事業が完了[58]。
- 1993年（平成5年）12月9日 - 大籠字大白に教員住宅を落成[58]。
- 1995年（平成7年）1月30日 - 県薬剤師会より平成6年度学校環境衛生優良校として表彰[58]。
- 1997年（平成9年）
  - 1月13日 - 県歯科医師会より岩手県よい歯の学校優良校を受賞[58]。
  - 10月23日 - フィジー共和国ナウソリの小学校と絵画交流を開始[59]。
- 2006年（平成18年） - 一関地方図書館フロンティア校に指定[2]。
- 2009年（平成21年）
  - 3月20日 - 閉校式と思い出を語る会を開催[60][61]。
  - 3月31日 - 新制の藤沢町立藤沢小学校への統合に伴い、閉校[3][61]。

#### 閉校後
- 2010年（平成22年） - 体育館を「大籠コミュニティ体育館」として開設[62]。
- 2011年（平成23年） - 東日本大震災のボランティア活動拠点に使用[39]。
- 2020年（令和2年）3月31日 - 大籠コミュニティ体育館を廃止[40]。
- 2023年（令和5年） - 施設破損事件が発生[56]。

## 大籠コミュニティ体育館
住民福祉の向上を図るべく、2010年にコミュニティ体育館として開設した。指定管理者制度を導入し、大籠地区自治会協議会が管理運営を担っていた。
開設後は一般利用のほか地区のイベントでも利用されたが、法人へ貸付するため2020年3月をもって廃止された。2015年度から2017年度までの年間平均利用者数は、239人であった。

## 教育目標
2008年度の教育目標。

### 具体目標
- すすんで学ぶ子
- おもいやりのある子
- たくましい子

## 施設概要
主な施設を掲載。

### 移転後

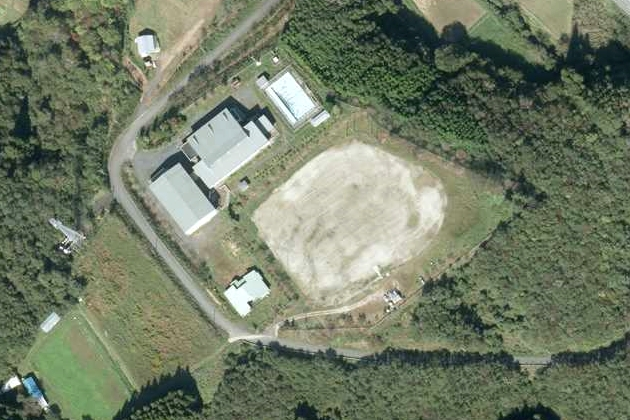
閉校後の空中写真（2013年10月）

校地面積は30,503.76 m2だった。
- 校舎（延床面積：1,803.40 m2） - 1988年竣工の鉄骨造2階建て[1]。1階は多目的ホールと称した吹き抜けの空間を中央に設け、その周りに各教室を配置した。普通教室は低学年用の2室を設け、特別教室は図工室や家庭科室などを置いた。2階は吹き抜けを囲むように教室を設け、特別教室は北側に配置した。複式学級により余剰となった普通教室は、パソコン室や学習ルームに転換した。このほか、野外観察スペースも設けていた[65]。
- 体育館（延床面積：650 m2） - 1988年竣工の鉄骨造平屋建て[1]。校舎とは廊下で連結していた。北側にトイレや体育館用の玄関を設け、ステージは南側に配置した[65]。
- 校庭
- プール（880 m2[66]） - 1990年竣工。通常の6コースに加え、水深が浅いサブプールを有する。槽は縦25m・横16mで、ステンレス鋼板造[1]。
- 庭園（学校園）
- 教員住宅 - 大籠字大白1番地33に所在[58]。

### 移転前
校地面積は17,087 m2だった。
- 校舎
  - 新校舎（914 m2） - 1955年竣工の木造2階建て。1階は普通教室2室のほか職員室や図書室などを、2階は普通教室4室を配置していた[67]。
  - 旧校舎（937 m2） - 木造2階建ての元大籠中学校舎。1階は家庭科室や音楽室などを、2階は理科室や記念館を配置していた[68]。
- 体育館（417 m2）
- 校庭（8,315 m2）
- プール - 槽は鋼板造りであった。
- 学校林
- 教員住宅 - 大籠字鈴ケ沢に所在。

出典：

## 児童・学級数
1875年度以降の児童数と学級数の推移。1875年度から1877年度、1923年度以降は毎年度掲載。
開校以降最も多かったのは、高等科が中学校へ改組される直前（1946年度）に記録した274人である。その後は少子化や過疎化によって減少の一途をたどり、1950年度に200人、1972年度に100人を割った。2000年度以降に関しては、2000年度から2003年度にかけては町内の小学校では最も少ない児童数だったが、2004年度からは減少が著しい保呂羽小学校と逆転した。児童数の低迷を受けて2000年度以降は複式学級が常態化し、閉校時まで解消することは無かった。
| 年度               | 児童数 | 増減 | 学級数 | 増減 | 出典          | 備考             |
| ------------------ | ------ | ---- | ------ | ---- | ------------- | ---------------- |
| 1875（明治8）年度  | 53     |      | 不明   | 不明 | [ 78 ]        |                  |
| 1876（明治9）年度  | 54     | 1    | 不明   | 不明 | [ 79 ]        |                  |
| 1877（明治10）年度 | 59     | 5    | 4      |      | [ 80 ]        |                  |
| 1881（明治14）年度 | 54     | －5  | 不明   | 不明 | [ 81 ]        |                  |
| 1907（明治40）年度 | 115    | 61   | 不明   | 不明 | [ 82 ]        | 2校の合算値      |
| 1911（明治44）年度 | 129    | 14   | 不明   | 不明 | [ 83 ]        | 2校の合算値      |
| 1919（大正8）年度  | 145    | 16   | 4      |      | [ 83 ]        | 2校の合算値      |
| 1923（大正12）年度 | 154    | 9    | 4      | 0    | [ 84 ] [ 83 ] | 統合、高等科開設 |
| 1924（大正13）年度 | 203    | 49   | 4      | 0    | [ 83 ]        |                  |
| 1925（大正14）年度 | 217    | 14   | 4      | 0    | [ 83 ]        |                  |
| 1926（大正15）年度 | 210    | －7  | 5      | 1    | [ 83 ]        |                  |
| 1927（昭和2）年度  | 227    | 17   | 5      | 0    | [ 83 ]        |                  |
| 1928（昭和3）年度  | 233    | 6    | 6      | 1    | [ 83 ]        |                  |
| 1929（昭和4）年度  | 230    | －3  | 6      | 0    | [ 83 ]        |                  |
| 1930（昭和5）年度  | 236    | 6    | 6      | 0    | [ 83 ]        |                  |
| 1931（昭和6）年度  | 230    | －6  | 6      | 0    | [ 83 ]        |                  |
| 1932（昭和7）年度  | 243    | 13   | 6      | 0    | [ 83 ]        |                  |
| 1933（昭和8）年度  | 253    | 10   | 6      | 0    | [ 83 ]        |                  |
| 1934（昭和9）年度  | 254    | 1    | 6      | 0    | [ 83 ]        |                  |
| 1935（昭和10）年度 | 249    | －5  | 6      | 0    | [ 83 ]        |                  |
| 1936（昭和11）年度 | 243    | －6  | 6      | 0    | [ 83 ]        |                  |
| 1937（昭和12）年度 | 237    | －6  | 7      | 1    | [ 83 ]        |                  |
| 1938（昭和13）年度 | 241    | 4    | 8      | 1    | [ 83 ]        |                  |
| 1939（昭和14）年度 | 244    | 3    | 8      | 0    | [ 84 ] [ 83 ] |                  |
| 1940（昭和15）年度 | 227    | －17 | 8      | 0    | [ 83 ]        |                  |
| 1941（昭和16）年度 | 225    | －2  | 7      | －1  | [ 83 ]        |                  |
| 1942（昭和17）年度 | 237    | 12   | 7      | 0    | [ 83 ]        |                  |
| 1943（昭和18）年度 | 236    | －1  | 6      | －1  | [ 83 ]        |                  |
| 1944（昭和19）年度 | 255    | 19   | 6      | 0    | [ 83 ]        |                  |
| 1945（昭和20）年度 | 271    | 16   | 6      | 0    | [ 83 ]        |                  |
| 1946（昭和21）年度 | 274    | 3    | 7      | 1    | [ 83 ]        |                  |
| 1947（昭和22）年度 | 214    | －60 | 6      | －1  | [ 83 ]        | 6・3制施行       |
| 1948（昭和23）年度 | 205    | －9  | 6      | 0    | [ 85 ]        |                  |
| 1949（昭和24）年度 | 213    | 8    | 6      | 0    | [ 83 ]        |                  |
| 1950（昭和25）年度 | 198    | －15 | 6      | 0    | [ 83 ]        |                  |
| 1951（昭和26）年度 | 193    | －5  | 6      | 0    | [ 86 ]        |                  |
| 1952（昭和27）年度 | 186    | －7  | 6      | 0    | [ 86 ]        |                  |
| 1953（昭和28）年度 | 174    | －12 | 6      | 0    | [ 86 ]        |                  |
| 1954（昭和29）年度 | 171    | －3  | 6      | 0    | [ 86 ]        |                  |
| 1955（昭和30）年度 | 164    | －7  | 6      | 0    | [ 86 ]        |                  |
| 1956（昭和31）年度 | 168    | 4    | 6      | 0    | [ 86 ]        |                  |
| 1957（昭和32）年度 | 166    | －2  | 6      | 0    | [ 86 ]        |                  |
| 1958（昭和33）年度 | 170    | 4    | 6      | 0    | [ 86 ]        |                  |
| 1959（昭和34）年度 | 168    | －2  | 6      | 0    | [ 86 ]        |                  |
| 1960（昭和35）年度 | 170    | 2    | 6      | 0    | [ 86 ]        |                  |
| 1961（昭和36）年度 | 163    | －7  | 6      | 0    | [ 84 ] [ 87 ] |                  |
| 1962（昭和37）年度 | 169    | 6    | 6      | 0    | [ 88 ] [ 86 ] |                  |
| 1963（昭和38）年度 | 163    | －6  | 6      | 0    | [ 86 ]        |                  |
| 1964（昭和39）年度 | 158    | －25 | 6      | 0    | [ 86 ]        |                  |
| 1965（昭和40）年度 | 155    | －3  | 6      | 0    | [ 86 ]        |                  |
| 1966（昭和41）年度 | 145    | －10 | 6      | 0    | [ 86 ]        |                  |
| 1967（昭和42）年度 | 137    | －8  | 6      | 0    | [ 86 ]        |                  |
| 1968（昭和43）年度 | 122    | －15 | 6      | 0    | [ 86 ]        |                  |
| 1969（昭和44）年度 | 126    | 4    | 6      | 0    | [ 86 ]        |                  |
| 1970（昭和45）年度 | 113    | －13 | 6      | 0    | [ 86 ]        |                  |
| 1971（昭和46）年度 | 102    | －11 | 5      | －1  | [ 86 ]        | 複式学級発生     |
| 1972（昭和47）年度 | 97     | －5  | 5      | 0    | [ 86 ]        |                  |
| 1973（昭和48）年度 | 92     | －5  | 5      | 0    | [ 86 ]        |                  |
| 1974（昭和49）年度 | 90     | －2  | 5      | 0    | [ 89 ]        |                  |
| 1975（昭和50）年度 | 81     | －9  | 6      | 1    | [ 90 ]        | 複式学級解消     |
| 1976（昭和51）年度 | 79     | －2  | 6      | 0    | [ 91 ]        |                  |
| 1977（昭和52）年度 | 86     | 7    | 6      | 0    | [ 92 ]        |                  |
| 1978（昭和53）年度 | 84     | －2  | 6      | 0    | [ 93 ]        |                  |
| 1979（昭和54）年度 | 90     | 6    | 6      | 0    | [ 94 ]        |                  |
| 1980（昭和55）年度 | 81     | －9  | 6      | 0    | [ 95 ]        |                  |
| 1981（昭和56）年度 | 81     | 0    | 6      | 0    | [ 96 ]        |                  |
| 1982（昭和57）年度 | 89     | 8    | 6      | 0    | [ 97 ]        |                  |
| 1983（昭和58）年度 | 87     | －2  | 6      | 0    | [ 98 ]        |                  |
| 1984（昭和59）年度 | 87     | 0    | 6      | 0    | [ 99 ]        |                  |
| 1985（昭和60）年度 | 83     | －4  | 6      | 0    | [ 100 ]       |                  |
| 1986（昭和61）年度 | 80     | －3  | 6      | 0    | [ 101 ]       |                  |
| 1987（昭和62）年度 | 79     | －1  | 6      | 0    | [ 102 ]       |                  |
| 1988（昭和63）年度 | 71     | －8  | 6      | 0    | [ 103 ]       |                  |
| 1989（平成元）年度 | 65     | －6  | 6      | 0    | [ 104 ]       |                  |
| 1990（平成2）年度  | 68     | 3    | 5      | －1  | [ 105 ]       | 複式学級発生     |
| 1991（平成3）年度  | 63     | －5  | 5      | 0    | [ 106 ]       |                  |
| 1992（平成4）年度  | 59     | －4  | 5      | 0    | [ 107 ]       |                  |
| 1993（平成5）年度  | 54     | －5  | 5      | 0    | [ 108 ]       |                  |
| 1994（平成6）年度  | 54     | 0    | 5      | 0    | [ 109 ]       |                  |
| 1995（平成7）年度  | 61     | 7    | 5      | 0    | [ 110 ]       |                  |
| 1996（平成8）年度  | 54     | －7  | 5      | 0    | [ 111 ]       |                  |
| 1997（平成9）年度  | 52     | －2  | 5      | 0    | [ 59 ]        |                  |
| 1998（平成10）年度 | 46     | －6  | 5      | 0    | [ 112 ]       |                  |
| 1999（平成11）年度 | 44     | －2  | 5      | 0    | [ 113 ]       |                  |
| 2000（平成12）年度 | 43     | －1  | 4      | －1  | [ 70 ]        |                  |
| 2001（平成13）年度 | 34     | －9  | 4      | 0    | [ 71 ]        |                  |
| 2002（平成14）年度 | 36     | 2    | 4      | 0    | [ 72 ]        |                  |
| 2003（平成15）年度 | 36     | 0    | 4      | 0    | [ 73 ]        |                  |
| 2004（平成16）年度 | 44     | 8    | 4      | 0    | [ 74 ]        |                  |
| 2005（平成17）年度 | 41     | －3  | 4      | 0    | [ 75 ]        |                  |
| 2006（平成18）年度 | 34     | －7  | 3      | －1  | [ 76 ]        |                  |
| 2007（平成19）年度 | 37     | 3    | 4      | 1    | [ 77 ]        |                  |
| 2008（平成20）年度 | 37     | 0    | 4      | 0    | [ 7 ]         | 閉校             |

## 学区
- 東磐井郡藤沢町（現：一関市藤沢町）
  - 大籠

出典：

## 進学先の中学校
公立中学校の場合。
- 藤沢町立大津保中学校大籠分校（藤沢町大籠） - 1947年度から1955年度[26]
- 藤沢町立大籠中学校（藤沢町大籠） - 1956年度から1968年度[27]
- 藤沢町立藤沢中学校大籠校舎（藤沢町大籠） - 1969年度から1971年度[9]
- 藤沢町立藤沢中学校（藤沢町藤沢） - 1972年度[注 3]以降[114]

## 藤沢町立大籠保育園
藤沢町立大籠保育園は、大籠児童館を前身とする保育所である。児童館が開設される以前は地区内に通年保育を行う施設はなかったが、春秋の農繁期には季節保育所が10日間ほど設けられた。1956年度はカトリック大籠教会を借りて開設し、439人が利用したとの記録が残る。
大籠児童館は、1964年1月21日に大籠字大平17番地（北緯38度48分48.93秒 東経141度22分49.89秒 / 北緯38.8135917度 東経141.3805250度）に建物を設け、同年4月1日に開設した。なお、開設時期は『藤沢町史 現代編』や『藤沢町史 本編 下』では4月1日としているが、建物が完成した同年1月21日や、同年12月30日など資料によって異なる。建物は国庫補助を受けて建てられたもので、延床面積158.66平方メートルの木造平屋建てであった。定員は30人としたが、年度によっては数人程度超えることもあったため、1980年代初頭に40人へ引き上げられた。
1982年、鈴ヶ沢1番地7にある大籠小学校の隣接地に移転し、大籠保育所に移行した。1988年には小学校が大白1番地3へ移転するのに伴い、同園も移転先の校庭脇に新園舎を設け、同年11月に移転した。翌1989年には、「藤沢町立大籠保育園」に改称した。
特色のある活動として、郷土史を学ぶ「キリシタン散策」や農業活動に触れる「平山牧場散策」など、小学校と同様に大籠地区ならではの活動を行っていた。

## アクセス
県道295号沿い、大籠字大白の高台に位置していた。

### バス
- 「鈴ヶ沢」停留所（一関市営バス）から徒歩で約7分

### 自動車
- 大籠簡易郵便局前のT字路交差点（大籠字下野在家）から県道295号経由で約5分
- 県道295号・県道218号のT字路交差点（保呂羽字二本柳）から県道295号経由で約8分

## 周辺
- 大籠コミュニティセンター
- 県道295号
- NTT東日本 新大籠電話交換所